# Middeleeuwse partijstrijd in de Lage Landen
De termen partijstrijd of (partij)twisten in de geschiedschrijving over de Lage Landen in de Middeleeuwen verwijzen naar verschillende politiek-militair-sociaaleconomische conflicten die plaatsvonden in vooral de late middeleeuwen (circa 1300 tot 1500) om de macht in de gewesten in de Lage Landen. De zogeheten 'partijen' gedroegen zich meestal als ad hoc gevormde facties die vaak en snel van samenstelling konden veranderen en meestal geen sterke ideologische funderingen hadden, het waren geen officieel georganiseerde politieke partijen zoals die in de 19e eeuw ontstonden. De partijen werden standaard aangevoerd door een adelsgeslacht (dat meestal de naam aan de partij gaf), gevolgd door patriciërsfamilies en uiteindelijk verschillende groepen uit de burgerij, vaak georganiseerd per gilde of ambacht. Deze groepen konden nog weleens van loyaliteit, naam en doelstellingen veranderen, zich afsplitsen of overlopen, afhankelijk van hoe de situaties en belangen zich ontwikkelden. Meestal was er sprake van langdurige spanningen en slechts korte militaire confrontaties die tot een nieuw machtsevenwicht leidden of de status quo bevestigden. De heersende dynastieën of bisschoppen konden afhankelijk zijn van de steun van de sterkste partij om te kunnen regeren en in het geval van een successieoorlog werden de pretendenten genoodzaakt om zich te verbinden aan deze partijen om de macht te veroveren. Buitenlandse mogendheden konden zich bemoeien met de partijtwisten door financiële of militaire steun te verlenen en soms met hulp van een van de partijen de macht in een gewest overnemen.
Bekende partijtwisten in de middeleeuwse Lage Landen waren:
- Friese landen (Westerlauwers Friesland, de Ommeland en Groningen): tussen Schieringers en Vetkopers, zie Schieringers en Vetkopers (1325–1524)
- Hertogdom Gelre: tussen Van Heeckeren en Van Bronckhorst, zie Heeckerens en Bronckhorsten (1348–1379)[2]
- Graafschap Holland: tussen Hoeken en Kabeljauwen, zie Hoekse en Kabeljauwse twisten (1350–1490)
- Prinsbisdom Luik: tussen Awans en Waroux, zie Awans- en Warouxoorlog (1296–1335)
- Sticht Utrecht: tussen Lichtenbergers en Lokhorsten (tot 1413 Gunterlingen genoemd), eerder ook Fresingen (13e–16e eeuw), zie bijvoorbeeld Utrechts Schisma (15e eeuw)[3]
- Graafschap Vlaanderen: tussen leliaards en liebaards/klauwaarts (13e–14e eeuw),[4] zie bijvoorbeeld Vlaamse Opstand (1297-1305) en Opstand van Kust-Vlaanderen (1323–1328)